# Konstantin Iwanowitsch Kudrjaschow
Konstantin Iwanowitsch Kudrjaschow (russisch Константин Иванович Кудряшов; * 8. Dezember 1946 im Dorf Neglowo, Alexandrowski rajon, Oblast Wladimir; † 26. September 2007 in Abrau-Djurso) war ein russischer Konteradmiral und Stabschef der 2. U-Bootflottille der Pazifikflotte.

## Leben
Kudrjaschow absolvierte 1969 die Offiziershochschule für Funkelektronik A.S. Popow und 1981 die Seekriegsakademie. Von 1983 bis 1987 diente er als Stabschef der 8. U-Bootdivision der Pazifikflotte in Kamtschatka und von November 1987 bis 1991 als Kommandeur dieser Division. Anschließend war er von 1992 bis 1994 Stabschef und Erster Stellvertreter des Kommandeurs der 2. U-Bootflottille der Pazifikflotte. Ab 1995 fand er als Chef der Verwaltung für Beschaffung der Seekriegsflotte beim Verteidigungsministerium der Russischen Föderation Verwendung und beendete 2002 seinen Dienst in der Flotte. 1997 absolvierte Kudrjaschow die Russische Akademie für Staatsdienst beim Präsidenten der Russischen Föderation. 
Von 2002 bis 2007 war er Leiter der Abteilung für militärische Zusammenarbeit des Ständigen Komitees der Union Russland und Weißrussland. Er arbeitete als Professor und war Mitglied der Akademie für Sicherheitsprobleme, Verteidigung und Rechtsordnung der Russischen Föderation. 
Am 26. September 2007 starb Kudrjaschow auf einer in Abrau-Djurso stattfindenden Konferenz. Er soll laut Aussage einiger Zeugen betrunken aus dem Fenster gestürzt sein, nachdem er wenige Minuten zuvor für den Tod des Professors und Biochemikers Alexander Schkrob verantwortlich war, der nach einer Kollision mit dem Admiral die Treppe hinunter fiel.